# Свиридівка (Крупський район)
Свиридівка (біл. вёска Сьвірыдаўка) — село в складі Крупського району Мінської області, Білорусь. Село підпорядковане Ухвальській сільській раді, розташоване в східній частині області.